# Nova Irodalmi Intézet
Müller Dávid (1867–1945) és Müller Mór (1865–1911) által alapított sportkereskedelmi vállalkozásból kifejlődött könyvkereskedés és kiadó, amely 1924–1949 között működött Budapesten az Andrássy út 32. szám alatt, kezdetben Müller Dávid, majd fia, Müller Pál irányítása alatt. Elsősorban kalandos és detektívregényeket adtak ki, részben magyar szerzők idegen álneve alatt (pl. Rejtő Jenő – P. Howard)

## Megalakulás
A Nova Irodalmi Intézet jogelődjét a Müller kereskedő testvérpár: Müller Mór és Müller Dávid alapította 1901. április 20-án. Müller Dávid többszörös tornászbajnokként tett szert országos hírnévre. 1896-ban visszavonult a versenyzéstől, és többek között sportszereket kezdett el árulni.
Könyvkereskedéssel Müller Mór révén kezdtek el foglalkozni, aki ódon könyv- és régiségkereskedőként szerepel a cégjegyzékben. Később belépett a társaságba Müller Dávid felesége, Engel Éliás Hulda, majd Müller Mór 1911. augusztus 11-ei halála után Engel Artúr is. Engel Artúr helyét 1928-as kilépése után Müller Dávid fia, Müller Pál vette át.
A Nova eleinte még csak egy kis kereskedőcég volt. Könyvkiadóként 1924. október 12-től működött, amikor úgy döntöttek, hogy a sportszer-kereskedést visszafejlesztik, teljesen átállnak a könyvszakmára, és a könyvkereskedelem mellett kiadói tevékenységet is folytatnak. Így alakult meg a Nova Irodalmi Intézet: „Nova Irodalmi Intézet (Müller Dávid és társa), Nova Literarische Anstalt. Cégvezető Müller Dávid”. Még ebben az évben beléptek a Magyar Könyvkiadók és Könyvterjesztők Egyesülésébe, a könyvkiadói szakosztályba.

## A kezdetek
1924 végén, a megalakulás utáni három hónapban már kilenc könyvet jelentettek meg, és ugyanez az energikusság jellemezte a következő évet. Gyerekkönyveket és olyan szerzők műveit adták ki, mint Dumas, Jack London és Alekszandr Kuprin. Már az első években sorozatokba rendezve igyekezték megjelentetni a könyveket, de ezek a sorozatok igen rövid életűnek bizonyultak: Nova úti könyvtára, Kuprin összes művei, Szerelmes századok. Ezek a kötetek külső megjelenésük, kidolgozottságuk miatt a későbbi években is népszerűek voltak.
1925-ben és 1926-ban harminc-harminc Nova könyv jelent meg, míg 1927-ben érezhető változás állt be: mindössze tizenkettő, 1928-ban pedig kilenc könyv látott napvilágot. Az egyre elhatalmasodó gazdasági világválság miatt az 1929-30-as években csupán egy-két könyvet adott ki a Nova Intézet. A kiadót a bezárás fenyegette, újításokra volt szükség az életben maradáshoz.

## A Nova újjászületése
1930-tól új irányelveket tűztek ki célul: csak friss, modern szerzők műveit jelentetik meg, egységes külsővel, amiről rögtön felismerhető, hogy a Nova kiadványa, és minél olcsóbban, egységes áron. A havonta új könyvvel megjelenő sorozat első kötetét 1932-ben adták ki, amely Erich Kästner Fabian című regénye volt, egy kisalakú, piros könyv, összesen 2 pengőért, ami nagyon olcsónak számított a korban, egy ilyen színvonalas kiadás esetében, és annyira népszerűnek bizonyult, hogy több kiadásban is meg kellett jelentetni.
1935-ben Tábori Kornél szerkesztésével elindították A Nova kalandos regényei című sorozatot, amelyben kéthetente jelentek meg új könyvek, és már egy pengőért meg is lehetett őket vásárolni. Főleg külföldi szerzők munkáit jelentették meg, a legtöbbet Fred Roberts-től, de adtak ki Agatha Christie-től is. Ebben a sorozatban csak három magyar szerző szerepelt, ezek Rejtő Jenő, Barsi Ödön és Nagy Károly voltak, viszont műveiket szintén külföldi álnevek alatt adták közre: Rejtő Jenő a P. Howard és Gibson Lavery neveket használta, Barsi Ödön E. A. Rodriguez név alatt alkotott, míg Nagy Károly a Charles Lorre nevet választotta.
A megjelentetett művek 39%-a angol eredetű volt, csak 25%-uk magyar, és körülbelül ugyanannyi a német könyvek száma is, de ezek közül is jópár antifasiszta írók műve volt – ezzel a Nova, a hasonló célokért küzdő Athenaeummal, igencsak vakmerő kiadónak számított az 1930-as évek végén, a kor politikai viszonyait figyelembe véve. Az angol és német nyelv mellett fordítottak franciáról, olaszról, oroszról, ill. csekély számban arabról és skandináv nyelvekről is.
A Nova 1941-ben érte el csúcspontját, amikor 55 könyve jelent meg. Még 1942-ben is 51 művet tudott kiadni, de ebben az évben mindenki számára kedvezőtlen változásokra került sor.

## Háborús évek
1942. július 17-én napvilágot látott egy új miniszterelnöki rendelet, miszerint a három pengőnél olcsóbb kiadványokat csak miniszterelnöki engedéllyel lehetett kiadni – az eljárásért nem csekély összegeket kellett kifizetni, és a rendelet 1939-ig visszamenőleg is érvényes volt. A Novánál lassan minimálisra csökkentették a könyvkiadások számát, de még 1944 elején is sikerült kihozniuk öt könyvet, egytől egyik angol szerzők műveit.
Az újabb és újabb zsidóellenes rendeletek oda vezettek, hogy Müller Dávid többé már nem egy köztiszteletben álló magyar tornász és könyvkiadó volt, hanem egy sárga csillaggal megbélyegzett, a saját országában jogtalanul tartózkodó személy, akitől elvették mindenét, és családjával együtt a budapesti gettóba zártak, deportálásukra várva. Szerencsére ez a nap számukra nem jött el, a 78 éves Müller Dávid feleségével és fiával együtt 1945. január 18-án a gettó felszabadításával megmenekült.

## Az utolsó évek
A Nova Irodalmi Intézet a háború után nem vesztegette az időt, 1945-ben két könyvet is kiadott: Upton Sinclair művét, a Jimmie Higgins-t és Török Rezső Enyv és szappan című legújabb írását. A kiadónak még ebben az évben egy újabb hatalmas csapással kellett szembenézni: Müller Dávid halálával (1945. december 27.). Apja helyét Müller Pál vette át a cégvezetésben.
1946-ban három könyvvel többet tudtak kiadni, 1947-ben viszont már harminchárom új könyvet jelentettek meg. 50%-ban magyar szerzők műveit adták közre, de nagy számban jelentek meg angol szerzők művei is, és már különleges, díszes kiadások sem okoztak gondot a kiadónak.
A politika hatására a kiadó 1948-ban már csak 12 könyvet adott ki, a következő évben pedig egyet. Végül az 1949. szeptember 29-ei rendelet után nem sokkal, hiába volt Müller Pál kommunista párttag, államosították a kiadót.
„A Nova megszűnésével együtt 1949-ben egy korszak is véget ért Magyarországon: a többi magánvállalkozással egyetemben hosszú időre lezárult a magánkiadók jelenléte a kulturális piacon. De az olyan középkiadók, mint pl. a 25 évig működő, s ezalatt 583 művet megjelentető Nova könyvei ma is megtalálhatók a könyvtárak, antikváriumok és a könyvbarátok polcain.” (Bálint Gábor)